# Acahay
Acahay è un centro abitato del Paraguay; è situato nel dipartimento di Paraguarí, di cui forma uno dei 17 distretti.

## Popolazione
Al censimento del 2002 la località contava una popolazione urbana di 2.704 abitanti (14.863 nel distretto).

## Caratteristiche
Fondata il 22 maggio del 1783, Acahay dista 104 km dalla capitale del paese, Asunción. 

## Economia
Le attività principali del distretto sono l'allevamento e l'agricoltura. Nella frazione di Virgen de Fátima sono coltivate piante medicinali; nel distretto sono presenti inoltre i più grandi stabilimenti di itticoltura del paese.

## Cerro Acahay
Nel distretto si trova l'altura del Cerro Acahay, un antico cono vulcanico inattivo. Nel 1992 per preservare la zona, seriamente minacciata dallo sfruttamento agricolo dei terreni, è stato creata per decreto la zona protetta del Monumento Natural Acahay.